# Zsófia Dorottya porosz királyi hercegnő
Poroszországi Zsófia Dorottya (teljes nevén Zsófia Dorottya Mária, németül: Sophie Dorothea Marie von Preußen; Berlin, Porosz Királyság, 1719. január 25. – Schwedt, Brandenburg–Schwedti őrgrófág, 1765. november 13.), a Hohenzollern-házból származó porosz királyi hercegnő, I. Frigyes Vilmos porosz király és Hannoveri Zsófia Dorottya ötödik leánya, aki Frigyes Vilmos őrgróffal kötött házassága révén brandenburg–schwedti őrgrófné 1734-től 1765-ben bekövetkezett haláláig.

## Származása
Zsófia Dorottya királyi hercegnő 1719. január 25-én született Berlinben, a porosz uralkodódinasztia, a Hohenzollern-ház tagjaként. Apja I. Frigyes Vilmos porosz király és brandenburgi őrgróf, aki I. Frigyes király és Hannoveri Zsófia Sarolta királyné egyetlen gyermeke volt. Apai nagyapai dédszülei Frigyes Vilmos brandenburgi választófejedelem és Oránia–Nassaui Lujza Henrietta hercegnő (Frigyes Henrik orániai herceg leánya), míg apai nagyanyai dédszülei Ernő Ágost hannoveri választófejedelem és Pfalz–Simmerni Zsófia hercegnő (V. Frigyes pfalzi választófejedelem és cseh király leánya) voltak.
Édesanyja a német Hannover-házból származó Zsófia Dorottya hannoveri hercegnő, I. György brit király és Braunschweig–Lüneburgi Zsófia Dorottya hercegnő egyetlen leánygyermeke volt. Anyai nagyapai dédszülei szintén Ernő Ágost választófejedelem és Pfalz–Simmerni Zsófia hercegnő, míg anyai nagyanyai dédszülei György Vilmos braunschweig–lüneburgi herceg és egy francia nemeskisasszony, Éléonore Desmier d’Olbreuse (Alexandre Desmier, Olbreuse urának leánya) voltak. Zsófia Dorottya királyi hercegnő szülei így közeli rokoni kapcsolatban álltak, első-unokatestvérek voltak.
A hercegnő volt szülei tizennégy gyermeke közül a kilencedik, egyben az ötödik leánygyermek. Felnőttkort megért testvérei között olyan magas rangú személyek vannak mint Vilma királyi hercegnő, aki Frigyes brandenburg–bayreuthi őrgróf felesége lett; a későbbi II. Nagy Frigyes porosz király; Friderika Lujza királyi hercegnő, Károly Vilmos Frigyes brandenburg–ansbachi őrgróf hitvese; Filippa Sarolta királyi hercegnő, aki I. Károly braunschweig–wolfenbütteli fejedelem felesége lett; Lujza Ulrika királyi hercegnő, Adolf Frigyes svéd király hitvese; továbbá Ágost Vilmos királyi herceg (a későbbi II. Frigyes Vilmos porosz király apja); Anna Amália királyi hercegnő, Quedlinburg apátnője; valamint Henrik királyi herceg, neves hadvezér és Ágost Ferdinánd, Johannita nagymester.

## Házassága és gyermekei
Zsófia Dorottya királyi hercegnő férje szintén a Hohenzollern-házból származott, Frigyes Vilmos brandenburg–schwedti őrgróf lett. Frigyes Vilmos volt Fülöp Vilmos brandenburg–schwedti őrgróf (Zsófia Dorottya nagyapjának féltestvére) és Anhalt–Dessaui Johanna Sarolta őrgrófné (II. János György anhalt–dessaui herceg leányának) legidősebb fia. Házasságukra 1734. november 10-én került sor Potsdamban. Kapcsolatukból összesen öt gyermek született, akik közül hárman érték meg a felnőttkort:
- Friderika Dorottya Zsófia őrgrófnő (1736. december 18. – 1798. március 9.), hozzáment II. Frigyes Jenő württembergi herceghez
- Anna Erzsébet Lujza őrgrófnő (1738. április 22. – 1820. február 10.), nagybátyja, Ágost Ferdinánd porosz királyi herceg felesége
- György Fülöp őrgróf (1741. szeptember 10. – 1742. április 28.), apjuk örököse, kisgyermekként elhunyt
- Filippa őrgrófnő (1745. október 10. – 1800. május 1.), II. Frigyes hessen–kasseli tartománygróf hitvese
- György Frigyes (1749. május 3. – 1751. augusztus 13.), gyermekkorában meghalt